# Michel Martelly
Michel Joseph Martelly, né le 12 février 1961 à Port-au-Prince, surnommé Sweet Micky (« Micky le doux » en français) ou Tet Kalé (« Crâne rasé » en créole), est un musicien, compositeur et homme d'État haïtien, président de la République du 14 mai 2011 au 7 février 2016. Le 20 août 2024, les États-Unis sanctionnent l'ancien président pour trafic de drogue, notamment de cocaïne, à destination des États-Unis, et pour avoir parrainé plusieurs gangs basés en Haïti.

## Biographie

### Origines
Issu de la bourgeoisie métisse, Michel Martelly est le fils de Gérard Martelly. Sa mère est issue d'une lignée de musiciens : les de Pradines.

### Études
Michel Martelly poursuit sa scolarité au collège Roger Anglade (Saint Louis de Gonzague) et obtient son baccalauréat au centre d'études secondaires. Il est ensuite parti aux États-Unis pour s'initier au métier de la construction.
Il est pendant sa jeunesse membre des milices du régime Duvalier.

### Musicien

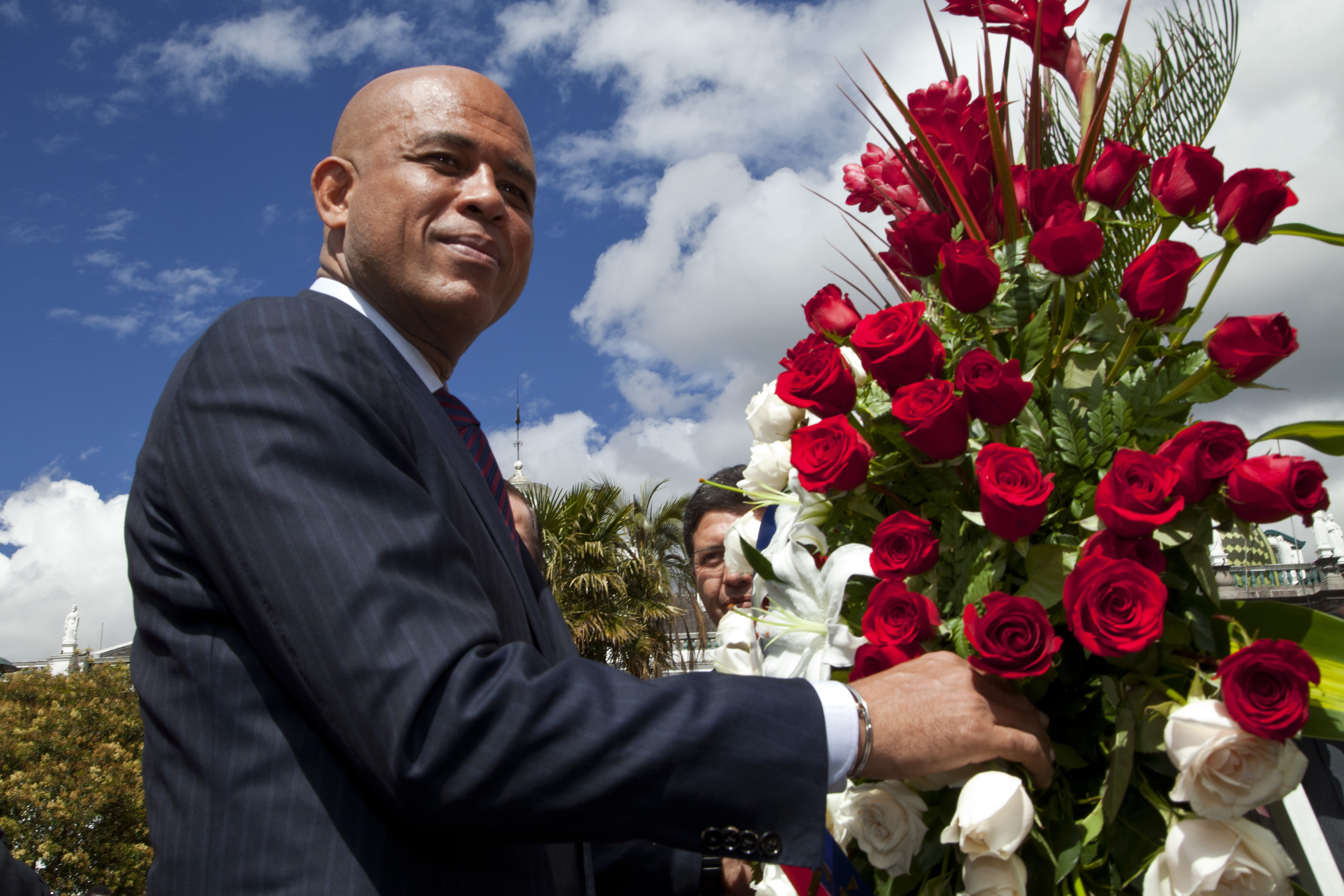
Martelly lors d'une cérémonie officielle à Port-au-Prince.

Michel Martelly démarre comme musicien de kompa et se produit aux quatre coins d'Haïti, développant ainsi une notoriété nationale. Sous le régime de « Baby doc », il dirige Le Garage, une boite de nuit fréquentée par les militaires et la bourgeoisie.
Il réside également à Miami en Floride et se produit régulièrement à El Rancho, un casino appartenant à la famille d'Henri Namphy, dirigeant de l'une des Juntes militaires qui a suivi la fuite de Duvalier.
Il s'implique déjà dans la politique de son pays en s'efforçant de torpiller la candidature de Jean-Bertrand Aristide sur les antennes de radio. Il affiche ensuite des liens avec les partisans du coup d'État de 1991 en Haïti.

### Élection présidentielle de 2010-2011
Michel Martelly annonce en juillet 2010 sa candidature à l'élection présidentielle. Il est soutenu par Pras Michel et Wyclef Jean durant sa campagne électorale, qu'il effectue sous l'étiquette du parti Réponse paysanne, dont il est à l'origine. Il est conseillé par l’agence Ostos & Sola, liée au Parti populaire espagnol. Il tient un discours conservateur et place le rétablissement de l’ordre comme sa priorité.
L’Organisation des États américains (OEA) et les principaux bailleurs de fonds dont en particulier les États-Unis, exercent de fortes pressions pour exclure Célestin du deuxième tour, au profit de Martelly. Après plusieurs mois d'attente, la Commission électorale d’Haïti publie de nouveaux résultats où Martelly se classe deuxième du premier tour, ce qui lui assure une qualification au second. Dirigeant du parti présidentiel Inité, le ministre de la justice Paul Denis dénonce les États-Unis, la France et le Canada, et assimile ces pressions à un nouveau coup d’État : « Ils ont tiré des résultats de leurs poches, ils agissent comme des colons, mais il y a des hommes et des femmes dans ce pays qui exigent d’être traités avec dignité ! ».
Le 21 avril 2011, le Conseil électoral provisoire le déclare officiellement vainqueur du second tour de scrutin, qui s'est tenu le 20 mars précédent, avec 67,57 % des voix face à Mirlande Manigat. Son investiture a lieu le 14 mai 2011.

### Président de la République

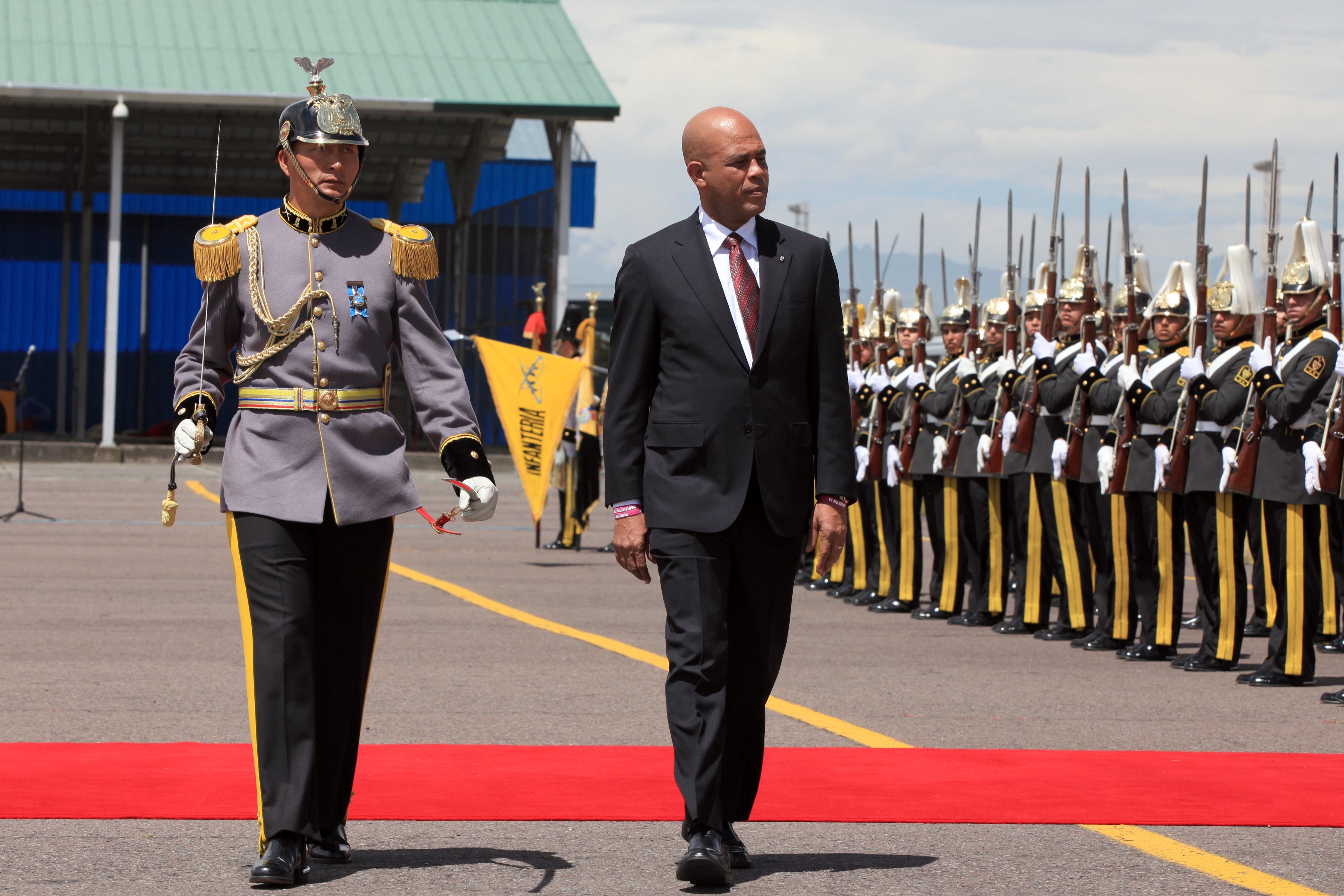
Le président Martelly le 12 juillet 2012.

Michel Martelly, après avoir échoué à obtenir l'investiture de Daniel-Gérard Rouzier puis de l'ancien ministre de la Justice Bernard Gousse, nomme le 18 octobre 2011 un nouveau gouvernement sous l'autorité du Premier ministre Garry Conille, médecin et fonctionnaire de l'ONU âgé de 45 ans.
Le 25 juillet 2011, il fait l'objet d'une tentative d'attentat.
Gary Conille démissionne le 24 février 2012, et remplacé par le ministre des Affaires étrangères et des Cultes, Laurent Lamothe, le 14 mai 2012.
Les élections sénatoriales de mi-mandat devaient initialement avoir lieu en mai 2012. Elles sont reportées au 26 octobre 2014, en raison de l'impasse à trouver un accord entre le gouvernement et un groupe de sénateurs de l'opposition concernant la loi électorale. Le gouvernement haïtien doit faire face à des mois de protestations contre le report des élections. Le Premier ministre, Laurent Lamothe, démissionne le 14 décembre et est remplacé par Evans Paul.
Ne pouvant se représenter, Martelly désigne son ami Jovenel Moïse comme candidat du Parti haïtien Tèt Kale (PHTK) à l'élection présidentielle de 2015. Le PHTK prend la suite de Réponse paysanne. Le nom Tet Kalé (signifiant littéralement « crâne rasé » ou « crâne chauve », en créole haïtien) vient d'un des surnoms donnés à Martelly.
Son mandat présidentiel prenant fin le 7 février 2016, il quitte son poste après avoir dans un premier temps hésité à quitter le pouvoir. À la suite d'une vacance du pouvoir de quelques jours, Jocelerme Privert lui succède à titre provisoire.
Avec un taux de participation de moins de 21 %, Jovenel Moïse remporte l'élection présidentielle haïtienne de 2016 à la majorité absolue dès le premier tour, recueillant 55,67 % des suffrages, devant Jude Célestin (19,52 % des voix), Jean-Charles Moïse (11,04 %) et Maryse Narcisse (8,99 %),. Le 2 janvier 2017, son élection est définitivement validée.

### Bilan
Le bilan de sa présidence est très décevant au regard des espoirs que la population haïtienne mettait en lui. Ainsi, les droits des femmes ont reculé, les violences ont augmenté et Michel Martelly a fait l'objet de soupçons de corruption à grande échelle. Il est notamment directement mis en cause dans le scandale Petrocaribe, dans lequel des centaines de millions de dollars d'aide vénézuélienne ont été détournées par des responsables politiques et chefs d'entreprise haïtiens. Pour le politologue Frédéric Thomas, l'accession au pouvoir de Michel Martelly en 2011 a marqué le début d’une « forme de banditisme légal » et constitue une étape-clé dans le processus de déliquescence de l'État haïtien.

## Sanctions
Michel Martelly est sous les sanctions du Canada depuis 2022 à cause de sa complicité avec les gangs armés et sa liaison au système de corruption en Haiti,. En octobre 2023, un rapport de l'ONU souligne que Michel Martelly est impliqué dans le financement des gangs armés en Haiti. Selon les experts de l'ONU ayant rédigé ce rapport, il « a financé les gangs de la Base 257, Village de Dieu, Ti Bwa et Gran Ravin, notamment en leur fournissant des fonds ou des armes à feu »,. Les USA sanctionneront aussi Martelly le 20 aout 2024.

## Prix et récompenses
- Meilleur album de l'année (Haitian Music Awards 1996)

## Vie privée
Michel Martelly est marié à Sophia Saint-Rémy dont la famille est originaire de Gonaïves. Le couple a quatre enfants, trois garçons et une fille : Olivier, Sandro, Yani et Malaika.

## Annexe

### Articles liés
- Liste des chefs d'État d'Haïti